# ویلیام باتیستا
ویلیام باتیستا مهاجم اهل برزیل است که در شهر سائوپائولو و در تاریخ ۲۷ ژوئیهٔ ۱۹۸۰ به دنیا آمده‌است.
ویلیام باتیستا در تیم‌های فوتبال Portuguesa Santista سابقهٔ حضور دارد.